# Daubeuf-la-Campagne
Daubeuf-la-Campagne település Franciaországban, Eure megyében. Lakosainak száma 245 fő (2022. január 1.). Daubeuf-la-Campagne Criquebeuf-la-Campagne, Ecquetot, Mandeville és Venon községekkel határos.

## Népesség
A település népességének változása:
| Lakosok száma | 225  | 213  | 180  | 202  | 232  | 232  | 233  | 235  | 238  | 245  |
|               | 1968 | 1982 | 1990 | 2006 | 2013 | 2015 | 2017 | 2019 | 2020 | 2022 |